# Línea Sevilla-Huelva
La línea Sevilla-Huelva, denominada oficialmente línea Bifurcación Los Naranjos-Huelva, es una línea de ferrocarril de 110,7 kilómetros de longitud que pertenece a la red ferroviaria española. Se trata de un trazado de ancho ibérico, en vía única y está electrificado con corriente de 3000 V CC. En la actualidad posee un tráfico variado, siendo empleada tanto de trenes de pasajeros como de trenes mercantes. Siguiendo la catalogación de Adif, se trata de la «línea 440».
Los orígenes de la línea se retrotraen a finales del siglo XIX, iniciándose su construcción por iniciativa del empresario hispano-alemán Guillermo Sundheim. Inaugurada en 1880, en su momento constituyó la segunda línea férrea que llegaba a Huelva tras el ferrocarril de Riotinto. A lo largo de su historia el trazado ha llegado a tener conexión con varios ferrocarriles de carácter minero, lo que significó que por sus vías circulase un importante tráfico de pasajeros y mercancías. En fechas más recientes ha ganado peso el tráfico procedente del puerto de Huelva y de las instalaciones del Polo Químico. 
La línea forma parte de la Red Ferroviaria de Interés General y es administrada por el ente Adif.

## Historia

### Construcción
Desde 1859 hubo varios proyectos para la construcción de una línea férrea que uniera Sevilla con Huelva, aunque no sería hasta 1869 en que el Estado otorgara una concesión para tal fin al empresario francés Carlos Lamiable y Watrin. Este constituyó un año después la Compañía de los Ferrocarriles de Sevilla a Huelva y a las Minas de Río Tinto, que también era concesionaria de un ramal que debía enlazar las minas de Riotinto con Niebla. El proyecto del ferrocarril entre Sevilla y Huelva, sin embargo, no terminó de arrancar por las batallas legales que siguieron a dicha concesión. El consorcio británico que se había hecho con las minas de Riotinto, en 1873, presentó objeciones al ramal ya que el Estado les había otorgado el derecho a construir un ferrocarril.
En mayo de 1873 el empresario hispano-alemán Guillermo Sundheim consiguió que las autoridades le adjudicaran los derechos de construcción de la línea entre Sevilla y Huelva. Además, en 1875 se hizo con la propiedad de la Compañía de los Ferrocarriles de Sevilla a Huelva de manos del marqués de Gaviria. En aquellas fechas la Compañía de los Ferrocarriles de Madrid a Zaragoza y Alicante (MZA) empezó a mostrar interés por controlar este trazado, que le ofrecía la posibilidad de dar salida a su red hasta un puerto meridional con salida al océano Atlántico. Cabe señalar que unos años antes esta empresa ya se había hecho fuerte en el valle del Guadalquivir tras anexionarse la línea Córdoba-Sevilla. En 1877 la MZA adquirió finalmente los derechos a Sundheim.
La construcción de la línea transcurrió entre 1875 y 1880, período durante el cual se produjeron numerosos retrasos en las obras. Los trabajos comenzaron inicialmente con Sundheim, siendo continuados con posterioridad por MZA. La dirección de las obras corrió a cargo del ingeniero de caminos Jaime Font y Escolá, secundado por Pedro Soto. El 12 de octubre de 1879 se realizó una prueba con un tren que circuló a lo largo del trazado, dándose por acabadas las obras el 29 de febrero de 1880. La línea fue inaugurada oficialmente el 15 de marzo de 1880.

### Bajo MZA y RENFE
Desde su puesta en marcha la línea tuvo un tráfico mixto de pasajeros y mercancías. Aunque esta no había sico concebida con un carácter eminentemente minero, lo cierto es que a lo largo de su trayecto llegó a estar enlazada con varios trazados procedentes de minas. Este era el caso de la estación de San Juan del Puerto, donde confluían dos líneas mineras: ferrocarril de Buitrón y el ferrocarril de Riotinto. Los convoyes procedentes de la línea de Buitrón realizaban sus transbordos en las instalaciones de San Juan del Puerto, a donde llegaba el trazado del ferrocarril minero. Por su parte, la Rio Tinto Company Limited (RTC) construyó en 1896 un empalme en la estación de Las Mallas, en Niebla, para efectuar transbordos de material entre ambas líneas. Años más tarde en la sevillana estación de Camas se formó otro nudo en el que confluían dos trazados: el ferrocarril de Minas de Cala y el ferrocarril de Aznalcóllar.
En 1941, con la nacionalización del ferrocarril de ancho ibérico, la línea Sevilla-Huelva quedó integrada en la red de RENFE. A partir de 1974 la línea experimentó un importante aumento del tráfico de mercancías debido a la actividad del Polo Químico de Huelva. Debido a ello, se construyó un ramal ferroviario que enlazaba el Polo Químico con el trazado Sevilla-Huelva. La línea sería electrificada, proceso que se completó en 1978.
La cabecera histórica de la línea fue la estación de Sevilla-Plaza de Armas, a donde originalmente se llegaba desde Huelva a través del puente de Alfonso XII. La reforma de las arterias ferroviarias de Sevilla, en 1990, supuso la eliminación de este enlace y la construcción de una nueva variante al norte de Sevilla, en la zona de la estación de Sevilla-Majarabique, junto a la línea Alcázar de San Juan-Cádiz. Como consecuencia de la nueva situación, varios kilómetros de la antigua línea quedaron fuera de servicio, incluyendo a la histórica estación de Camas. Además, de cara a la celebración de la Exposición Universal de Sevilla de 1992, se construyó un ramal que enlaba el trazado de la línea Sevilla-Huelva con la isla de Cartuja —sede de la Expo'92—.

### Etapa reciente
En enero de 2005, con la división de la antigua RENFE en Renfe Operadora y Adif, la línea pasó a depender de esta última.
Durante los últimos años la línea ha sufrido importantes cambios. Entre 2011 y 2012 se inauguraron nuevas estaciones destinadas a prestar servicio a la red de Cercanías Sevilla: San Jerónimo, Camas, Valencina-Santiponce, Salteras y Benacazón. La ya existente estación de Sanlúcar la Mayor fue restaurada y rehabilitada para acoger los servicios de Cercanías, reconfigurándose como un apeadero. Varias décadas antes también se habían inaugurado sendos apeaderos en Niebla y San Juan del Puerto, que sustituían a las estaciones originales. Algún tiempo después Adif reconfiguró la línea y fijó su inicio en la Bifurcación Los Naranjos. Además, en 2018 se inauguró la nueva estación de Huelva, que pasó a ser la terminal de la línea, sustituyendo en esta función a la histórica estación de Huelva-Término. También se han llevado a cabo trabajos de rehabilitación en varios tramos de la línea, que incluían la sustitución y renovación de carril, traviesa y balasto.

## Trazado y características

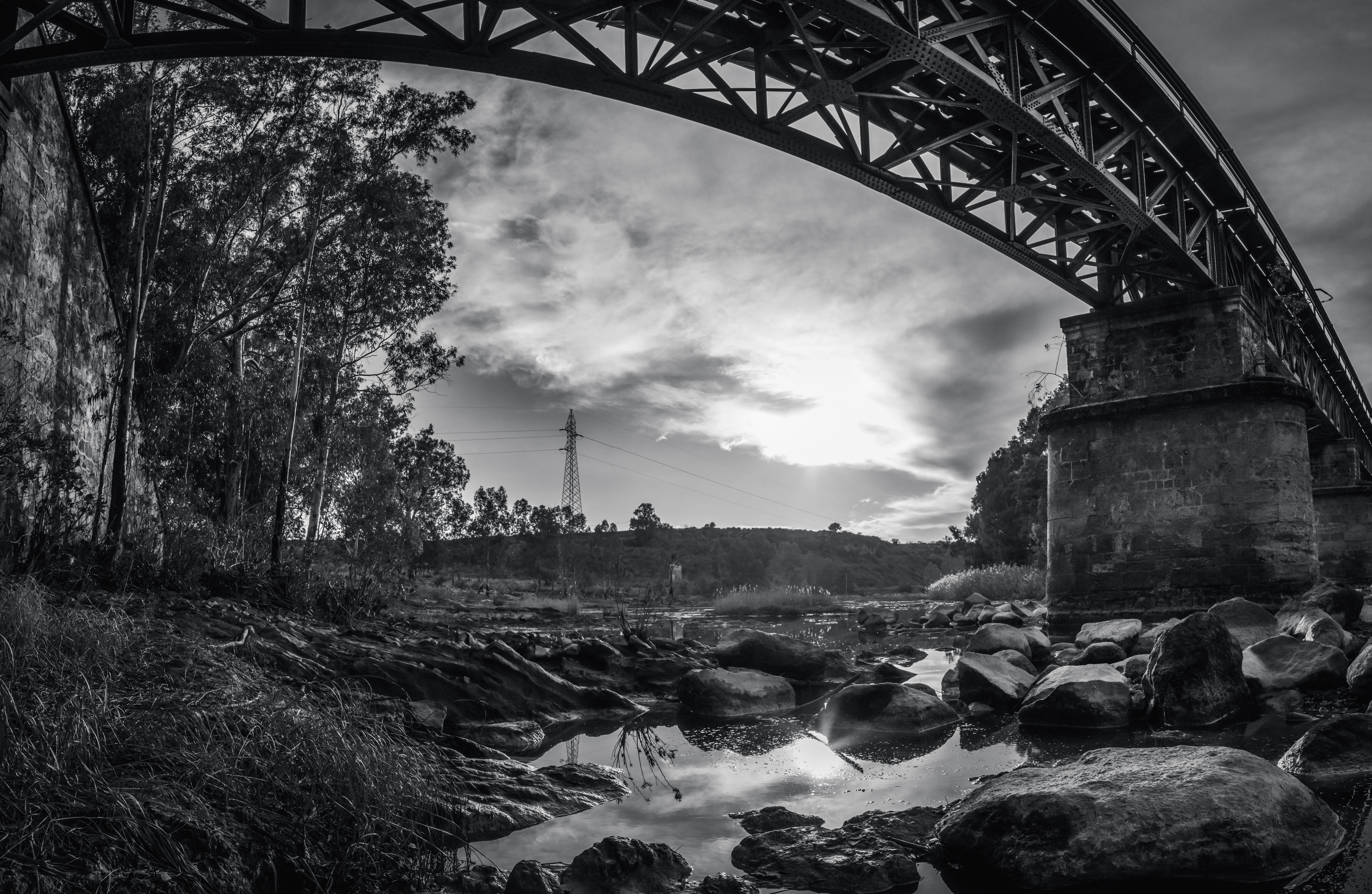
Vista del puente ferroviario que cruza el río Tinto, cerca de Niebla y del antiguo complejo de Las Mallas.

Se trata de una línea convencional de 110,7 kilómetros de longitud, en ancho ibérico y totalmente electrificada a 3 KV. Entre el punto de inicio del trazado y el comienzo de la bifurcación de Cartuja —en el punto kilométrico 3,3— se trata una línea de doble vía; partir de este punto predomina la vía única, que se mantiene hasta llegar a la capital onubense. La vía se asienta sobre un terreno mayoritariamente llano, si bien atraviesa varios ríos de cierto calado, lo que ha requerido de importantes obras de fábrica. Destacan en este sentido los puentes sobre los ríos Guadalquivir, Guadiamar y Tinto. El trazado mantiene enlace con el Polo Químico de Huelva a través de la bifurcación Las Metas —en el punto kilométrico 106,750— y con la línea Zafra-Huelva a través de la estación de Huelva-Mercancías. 

## Tráfico ferroviario
El trazado cuenta con un tráfico ferroviario mixto de pasajeros y mercancías. Por sus vías transitan las líneas C-3 y C-5 de Cercanías Sevilla, la línea 72 de Media Distancia, los servicios Alvia de Larga Distancia y convoyes de mercancías. Una parte importante del tráfico mercante procede del Polo Químico y el puerto de Huelva. Según datos de Adif de 2019, el tráfico medio de la línea Bifurcación Los Naranjos-Huelva fue de 27 trenes diarios en ambos sentidos, con una saturación del 43%.